# 吉多·施密特

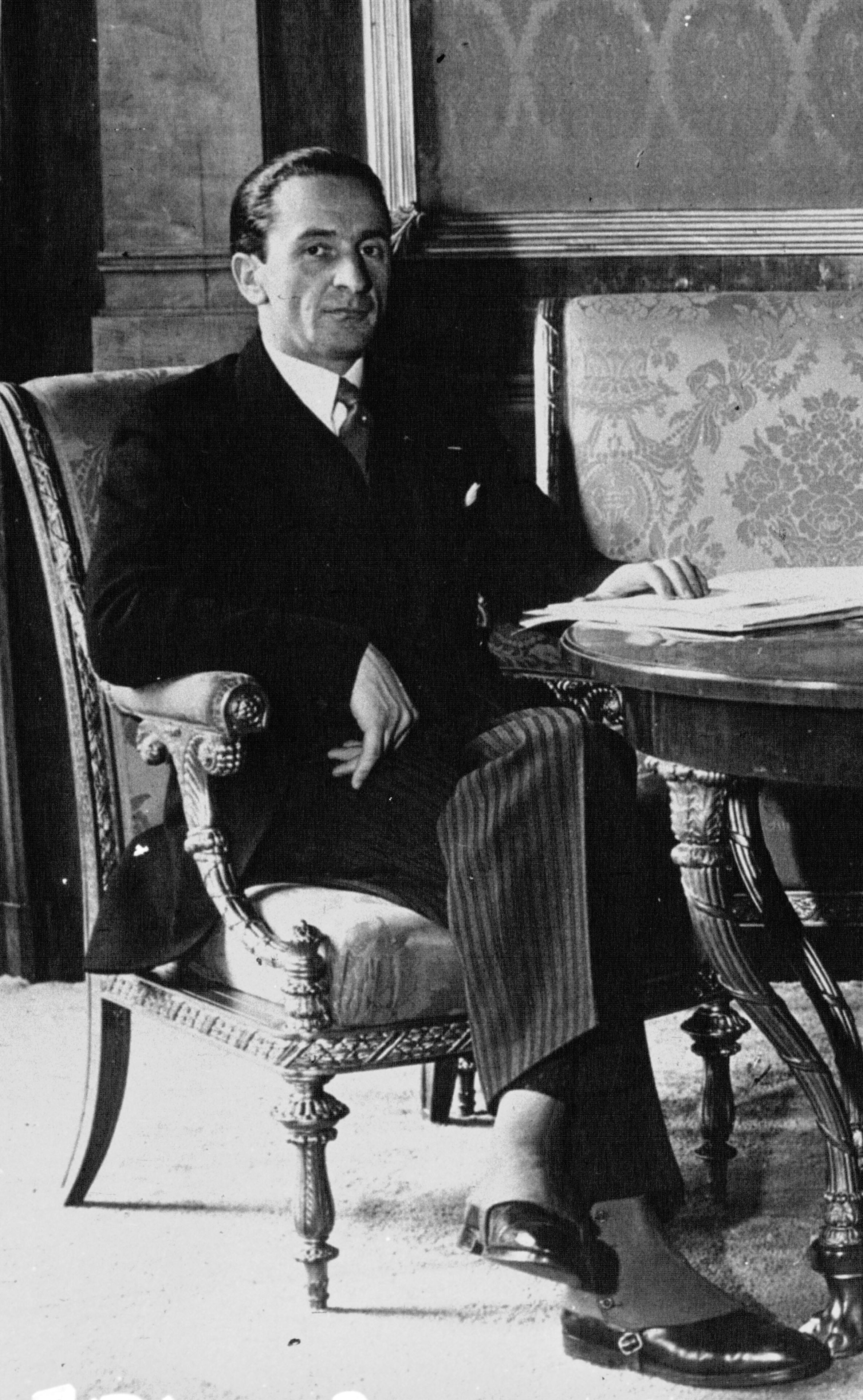
吉多·施密特

吉多·施密特（Guido Schmidt，1901年1月15日—1957年12月5日）是一位奥地利外交官、政客，曾在1936-38年间担任奥地利外交部长。1945年，施密特因其亲纳粹立场而被同盟国奥地利占领军暂时收监，还被控犯有叛国罪，但在1947年被无罪开释。1950年起，他在Semperit公司的执行董事会工作，继续自己的事业。他最终死于维也纳，终年56岁。奥地利商人吉多·施密特-基亚里（Guido Schmidt-Chiari）是他的儿子。